# William Tyssen-Amherst, I Barone Amherst di Hackney
William Tyssen-Amherst, I Barone Amherst di Hackney (Narford Hall, 1835 – Londra, 1909), è stato un collezionista d'arte inglese.
Raccolse un gran numero di antichi papiri egiziani (Papiro Amherst, 1900) tra cui il celebre papiro 12 ed edizioni medievali di William Caxton.
Rappresentò alla Camera dei comuni come deputato il collegio di West Norfolk dal 1880 al 1885 e il collegio di South West Norfolk dal 1885 al 1892.